# Зикіна Раїса Фаритівна
Раїса Фаритівна Зикіна (нар. 15 липня 1946, с. Новосергіївка Амурської області) — радянський і російський журналіст, письменник, громадський діяч, автор численних книг з історії Республіки Башкортостан, її природи та людей. Заслужений працівник культури Республіки Башкортостан. Член Спілки журналістів Республіки Башкортостан і Російської Федерації (1980).

## Біографія
Раїса Фаритівна Зикіна народилася 15 липня 1946 року в с. Новосергіївка Амурської області РФ.
У 1953—1960 роках навчалася в Новоаптіковській сільській школі с. Новоаптіково Ішимбайського району Башкирської АРСР. Закінчивши школу, поступила в Салаватський індустріальний коледж. Навчалася в коледжі з 1963 по 1965 роки. Після закінчення коледжу працювала на будівництві. Керувала бригадою зварювальників-арматурників.
У 1973—1978 роках — студентка факультету педагогіки і психології Стерлітамацької державної педагогічної академії (СДПА) ім. З. Біїшевой у м. Стерлітамак Республіки Башкортостан.
Після закінчення інституту працювала кореспондентом Салаватської міської редакції радіомовлення; в 1971—1984 роки — редактором, гол. редактором (з 1978 р.) багатотиражної газети «Салаватський нафтохімік» («За передову техніку») ВАТ «Салаватнефтеоргсинтез». З 1994 по 2008 роки працювала власним кореспондентом республіканських газет «Известия Башкортостана», «Республика Башкортостан».
Раїса Фаритівна Зикіна, одна із засновниць телекомпанії «Салават», була її першим директором (з 1999 року). З її ініціативи з 2008 року в Салаваті проводиться традиційний «бал журналістів» — зустрічі професіоналів пера Республіки Башкортостан. Вона є членом Спілки журналістів Республіки Башкортостан і Російської Федерації.
Обиралася депутатом міської ради м. Салават (1965—1967) і (1989—1995). Член міського комітету КПРС (1983—1991).
В даний час проживає з родиною в місті Салаваті.

## Праці
Раїса Фаритівна Зикіна — автор 16 книг з історії міста Салават, підприємств міста, Республіки Башкортостан, включаючи книги «Шляхи-дороги власкора», «Комбінат» (1998), альбом «Салават» — про минуле та сьогодення міста Салават, «ДК Нефтехимик», «Новосалаватская ТЭЦ», «Сисин М. Ф.» і «А. Галиев» з серії Золоті імена Башкортостану, «40 лет по пути прогресса», «Неподведенные итоги», «Комбинат», «Салават — люди, события, годы».
Брала участь у підготовці до видання енциклопедії «Газпром нефтехим Салават».

## Нагороди та звання
- «Заслужений працівник культури Республіки Башкортостан»
- Медаль «Ветеран праці» (1985)
- Почесні грамоти ЦК КПРС, РМ СРСР, ВЦРПС, ЦК ВЛКСМ, Державного комітету РФ по друку, Російського комітету профспілок працівників культури (1999), Союзу журналістів Російської Федерації і Республіки Башкортостан.
- У 2012 році Зикіній Раїсі Фаритівні присвоєно звання «Літописець міста» — за найкраще висвітлення історії міста Салавата.